# Seine-Oise-Marne-Kultur

Verbreitungsgebiet der Seine-Oise-Marne-Kultur

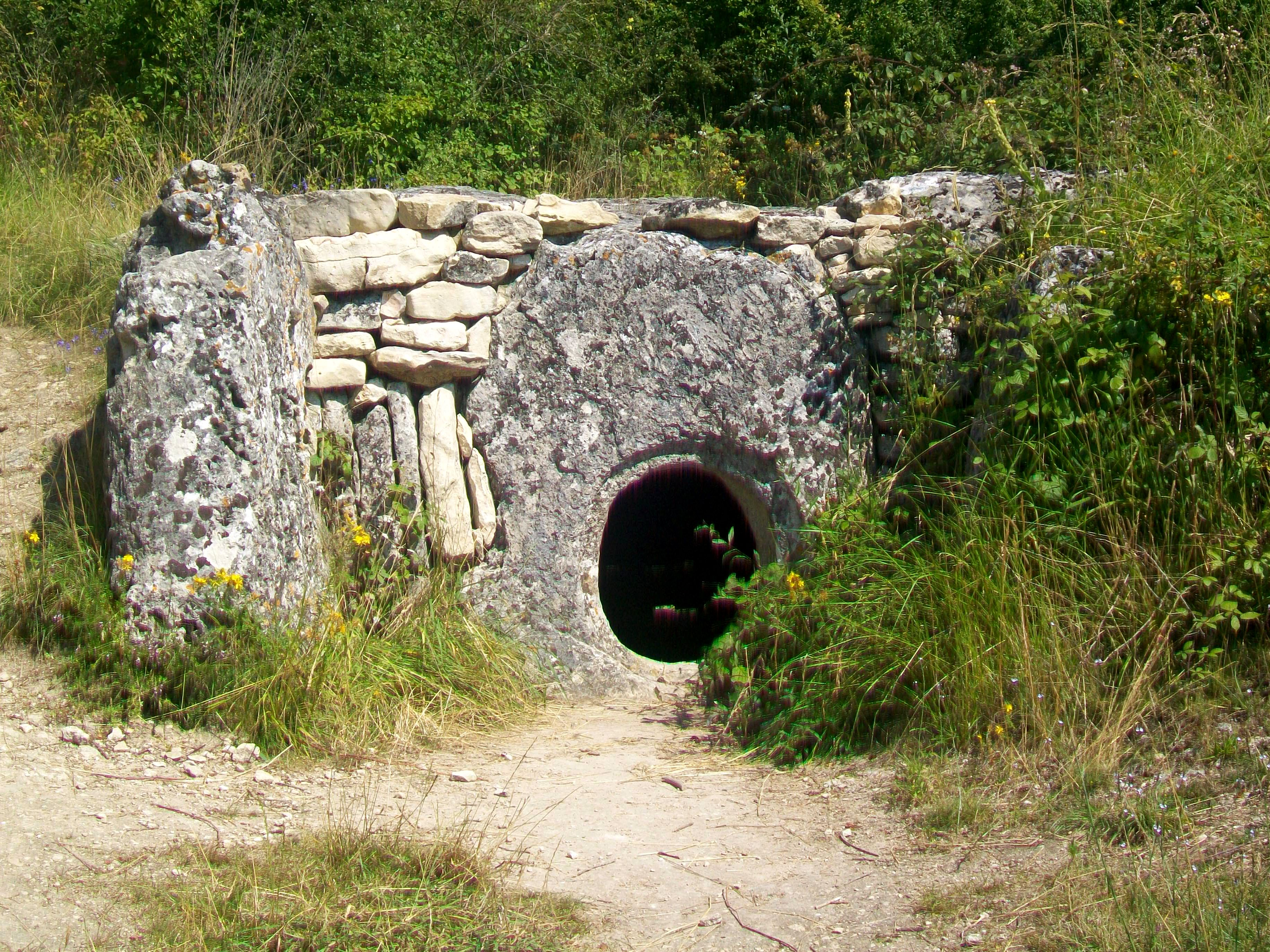
Galeriegrab von Guiry-en-Vexin

Die Seine-Oise-Marne-Kultur (SOM-Kultur) ist eine nach den drei Flüssen Seine, Oise und Marne benannte Kultur des Endneolithikums und der Kupferzeit (etwa 2900–1700 v. Chr.) in Nordfrankreich und Belgien (Megalithanlagen bei Wéris). Sie teilt mit den Gruppen Kerugou (Atlantikküste), Vlaardingen (Niederlande), Wartberg, Horgener Kultur, Goldberg-III-Gruppe und Chamer Gruppe eine sehr grob, selten verzierte, tonnenförmige Keramik. Weitere zeitgenössische Gruppen sind die Remedello-Kultur (Norditalien), die Lüscherzer Gruppe, die Eyersheimer und die Glockenbecherkultur. Sie wurde 1926 von Bosch-Gimpera benannt; 1974 legte Gérard Bailloud die erste Gesamtdarstellung vor.
Charakteristisch sind Gräber in natürlichen und künstlichen Höhlen im Tal der Marne und in der Champagne sowie megalithische Galeriegräber wie das Galeriegrab von Guiry-en-Vexin und die Aufstellung von Menhiren und Steinreihen. Dagegen sind nur wenige Siedlungsplätze bekannt.

## Sepulkralkultur
Im oberen Marnegebiet ermöglicht der Kreidefels die Anlage von Felsnekropolen. Etwa 100 Felskammern wurden in Hänge geschnitten. Kurze Gänge führen durch einen ovalen Vorraum in eine oder zwei annähernd quadratische Kammern mit bis zu 1,70 m hoher, flacher Decke. Sie haben Seitenlängen bis zu etwa vier Metern (Mournouards II). Auf den glatten hellen Wänden finden sich mitunter Darstellungen, die von den Statuenmenhiren des Südens abzustammen scheinen. Die Form der oben gerundeten Stele wurde in das Gestein geritzt. Dargestellt sind die Brüste, das Eulengesicht und die Halskette, mehrreihig oder einfach mit einer gelbbraunen Perle in der Mitte.
In Courjeonnet ist seitlich des Einganges in die Hauptkammer eine geschäftete Doppelaxt dargestellt. Hier lagen zahlreiche Skelette.
Gräber mit abgetretenen Schwellen müssen lange benutzt worden sein; die Skelette füllten sie oft bis zum Ausgang.
Die ärmlichen Grabbeigaben aus den Marnegrotten stehen der Geräteindustrie und dem wertvollen Schmuck aus den südfranzösischen Nekropolen gegenüber. Es sind Steinbeile und Dolche, querschneidige Pfeilspitzen mesolithischer Tradition, Perlen aus Muschelschalen, Stein, Horn und Bein und rohe blumentopfförmige Tongefäße. Die schlichte und grobe Keramik ist mit der Horgener Kultur verwandt. Die Darstellungen der Göttin und die Ausführung der Grabkammern zeigen indes eine kraftvolle Kultur.
Gelegentlich auf die Brüste und die Halskette reduziert, erscheint die Gottheit auch auf den Wänden der Allées couvertes im Seinegebiet. Diese langen Anlagen sind in die Erde versenkte Galerien, die durch Türlochsteine zugänglich waren und durch Platten unterteilt wurden.

## Trepanation
Die Trepanation war im Pariser Becken stark verbreitet. In fast allen Allées couvertes lagen behandelte Schädel, und unter den Beigaben fanden sich viele Knochenscheiben. Noch mysteriöser als die Schädelbohrung sind T-förmige Zeichen, die in eine Anzahl weiblicher Schädel zu Lebzeiten eingetieft wurden. Sie gleichen der in einem Felsgrab an der Marne dargestellten Doppelaxt.